# Route magistrale 47 (Serbie)
Pour les articles homonymes, voir M47 et Route 47.
La Route Magistrale 47 (en serbe : Државни пут ІВ реда број 47, Državni put IB reda broj 47 ; Магистрала број 47, Magistrala broj 47) est la plus courte route nationale de Serbie avec ses 4,72 km qui relie entre elles les Routes Magistrales 10 et 13 dans le quartier de Krnjača dans la municipalité de Palilula (Belgrade) jusqu’au quartier de Bogoslovija de la capitale serbe Belgrade.
Cette route nationale fait partie de la route européenne 70 sur toute la longueur.
Dès la construction de la Voie Rapide 10 qui relira la capitale serbe Belgrade à la frontière serbo-roumaine (Poste-frontière Vatin), cette route nationale sera déclassée en boulevard urbain.

## Description du tracé

### Route Magistrale 47; De l'intersectionKrnjača(Belgrade) àBogoslovija(Belgrade)
| Route Magistrale 47 - E 70 / Krnjača (Belgrade) - Bogoslovija (Belgrade) |                        |                                                                                 |                                                                                |      |
|                                                                          | Dénominations          | Connexions                                                                      | Destinations                                                                   | BK   |
| panneau bifurcations                                                     | Krnjača (Belgrade)     | ("Magistrale Tangente Externe" (en serbe : Spoljna Magistralna Tangenta) (SMT)) | Pančevo, Alibunar, Vršac, Bucarest ( Vatin Serbie - Roumanie), Ovča, Zrenjanin | 0,0  |
| panneau bifurcations                                                     | Belgrade (Bogoslovija) | Rue Dragoslav Srejović (en serbe : Ulica Dragoslava Srejovića)                  | Belgrade (Bogoslovija), Belgrade-Centre                                        | 4,72 |

## Route Européenne
La Route Magistrale 47 est aussi :
| Numéro | Tracé                 |
| ------ | --------------------- |
| E70    | Sur toute la longueur |

## Ouvrages d'art
- Pont de Pančevo, 1 075 m, (Bogoslovija, Belgrade)

## Galerie d'images

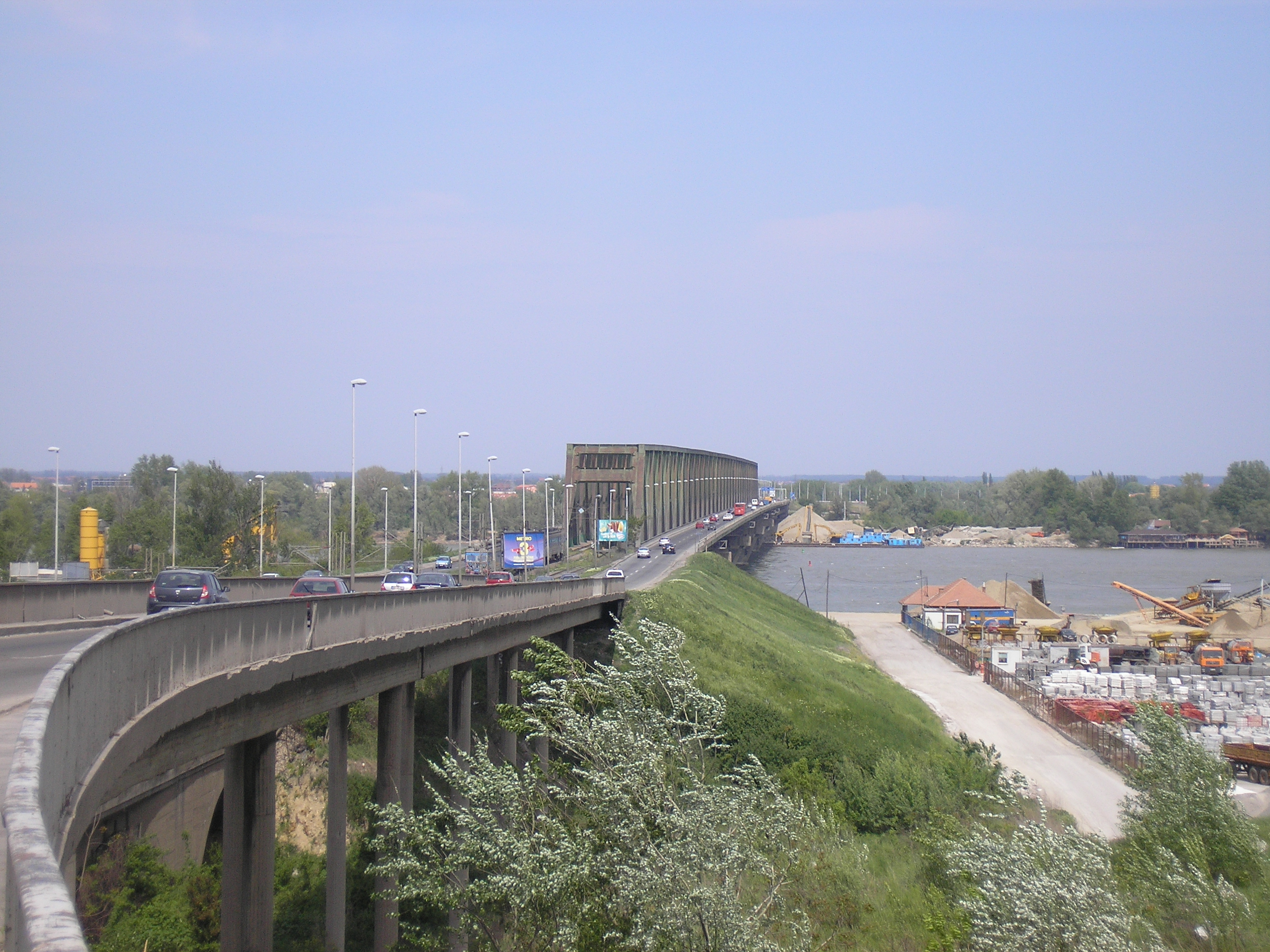
La Route Magistrale 47 (Pont de Pančevo).
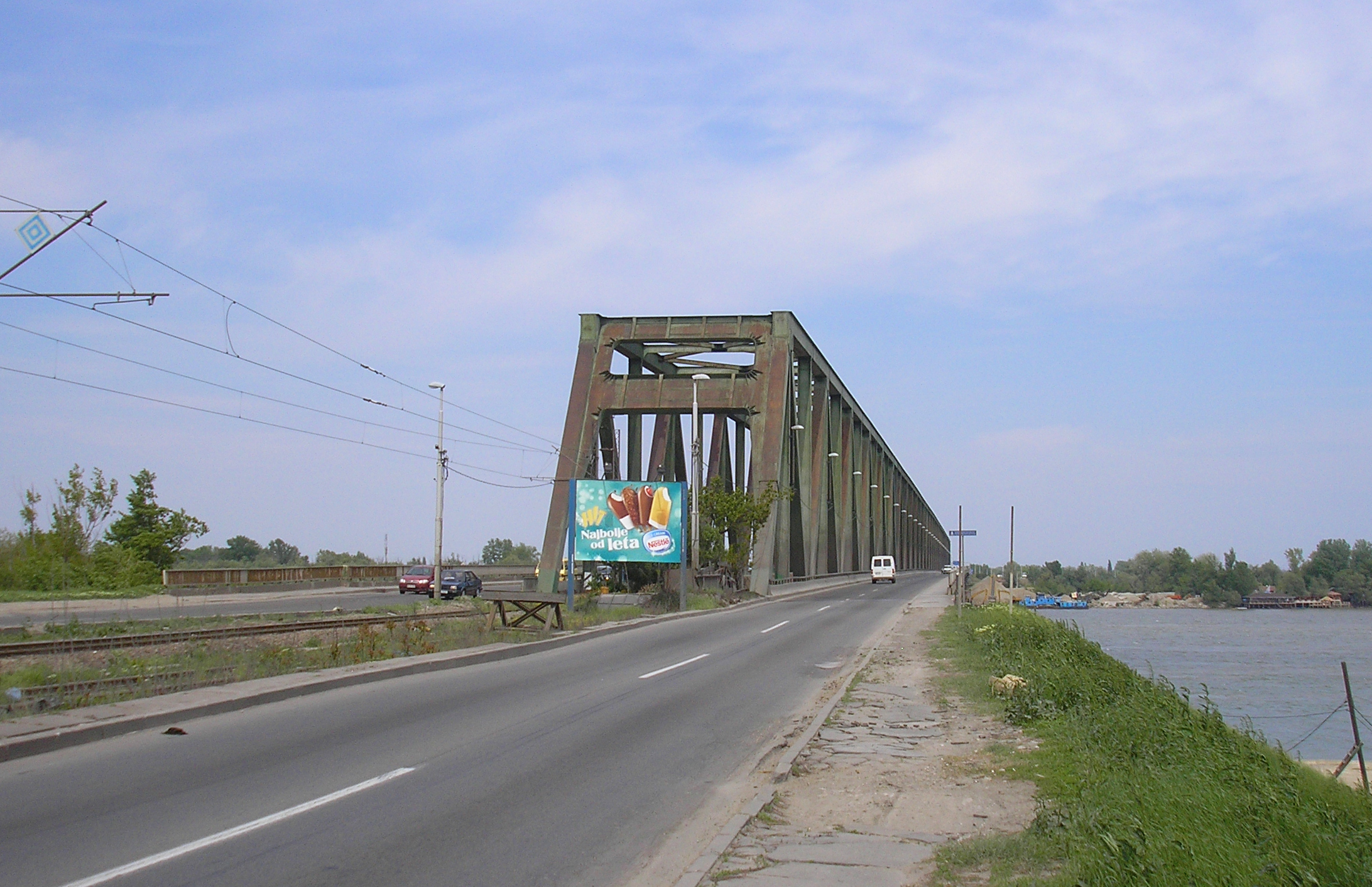
La Route Magistrale 47 (Pont de Pančevo).